# Ventenac-Cabardès
Ventenac-Cabardès là một xã của Pháp, nằm ở tỉnh Aude trong vùng Occitanie. Người dân địa phương trong tiếng Pháp gọi là Ventenacois.
Xã này thuộc vùng đô thị Carcassonne trong Lauragais, Fresquel

## Hành chính
| Danh sách các xã trưởng                |           |                |      |         |
| Giai đoạn                              | Giai đoạn | Tên            | Đảng | Tư cách |
| tháng 3 năm 2008                       | 2014      | René douce     |      |         |
| tháng 3 năm 2001                       | 2008      | Jacques Basset |      |         |
| Tất cả các dữ liệu trước đây không rõ. |           |                |      |         |

## Thông tin nhân khẩu
| 1793 | 1800 | 1806 | 1821 | 1831 | 1836 | 1841 | 1846 | 1851 |
| ---- | ---- | ---- | ---- | ---- | ---- | ---- | ---- | ---- |
| 372  | 422  | 446  | 357  | 378  | 390  | 367  | 372  | 388  |

| 1856 | 1861 | 1866 | 1872 | 1876 | 1881 | 1886 | 1891 | 1896 |
| ---- | ---- | ---- | ---- | ---- | ---- | ---- | ---- | ---- |
| 369  | 369  | 361  | 349  | 392  | 383  | 377  | 345  | 371  |

| 1901 | 1906 | 1911 | 1921 | 1926 | 1931 | 1936 | 1946 | 1954 |
| ---- | ---- | ---- | ---- | ---- | ---- | ---- | ---- | ---- |
| 375  | 390  | 356  | 390  | 390  | 388  | 407  | 403  | 405  |

| 1962                                         | 1968 | 1975 | 1982 | 1990 | 1999 | 2005 | - | - |
| -------------------------------------------- | ---- | ---- | ---- | ---- | ---- | ---- | - | - |
| 406                                          | 421  | 392  | 562  | 652  | 758  | 846  | - | - |
| Số liệu kể từ 1962 : dân số không tính trùng |      |      |      |      |      |      |   |   |

Graphique de l'évolution de la population 1794-1999